# Vrbka (Kozlov)
Vrbka (německy Würbka) je malá vesnice, část obce Kozlov v okrese Havlíčkův Brod, do 1. ledna 2016 část města Ledeč nad Sázavou. Nachází se asi 6 km na sever od Ledče nad Sázavou. Prochází zde silnice II/339. V roce 2009 zde bylo evidováno 42 adres. V roce 2001 zde trvale žilo 77 obyvatel.
Vrbka leží v katastrálním území Vrbka u Ledče nad Sázavou o rozloze 2,6 km2. V západní části katastrálního území nedaleko od vlastní vsi Vrbka při cestě k Sychrovu leží osada Sačany.

## Historie
První zmínka je v predikátu zemana Artleba z Vrbky v roce 1316. Užíval stupněm rozdělený erb s červeným spodním a stříbrným vrchním dílem. Ve vsi byla vodní tvrz, která se v roce 1533 připomíná jako pustá. V té době vlastnil ves Špetla z Prudic, který ji připojil k Dobrovítovu. Další majitelé Trčkové z Lípy připojili ves ke Krchlebům a v roce 1651 se staly součástí panství Ledeč nad Sázavou. 
Tvrziště se nachází na východním okraji vsi, má znatelné valy a příkop, voda je dosud v posledním zachovaném rybníčku. Vstup do opevnění byl na západní straně, stejně jako dnes. Na tvrzišti stojí dům čp. 21.

## Fotogalerie

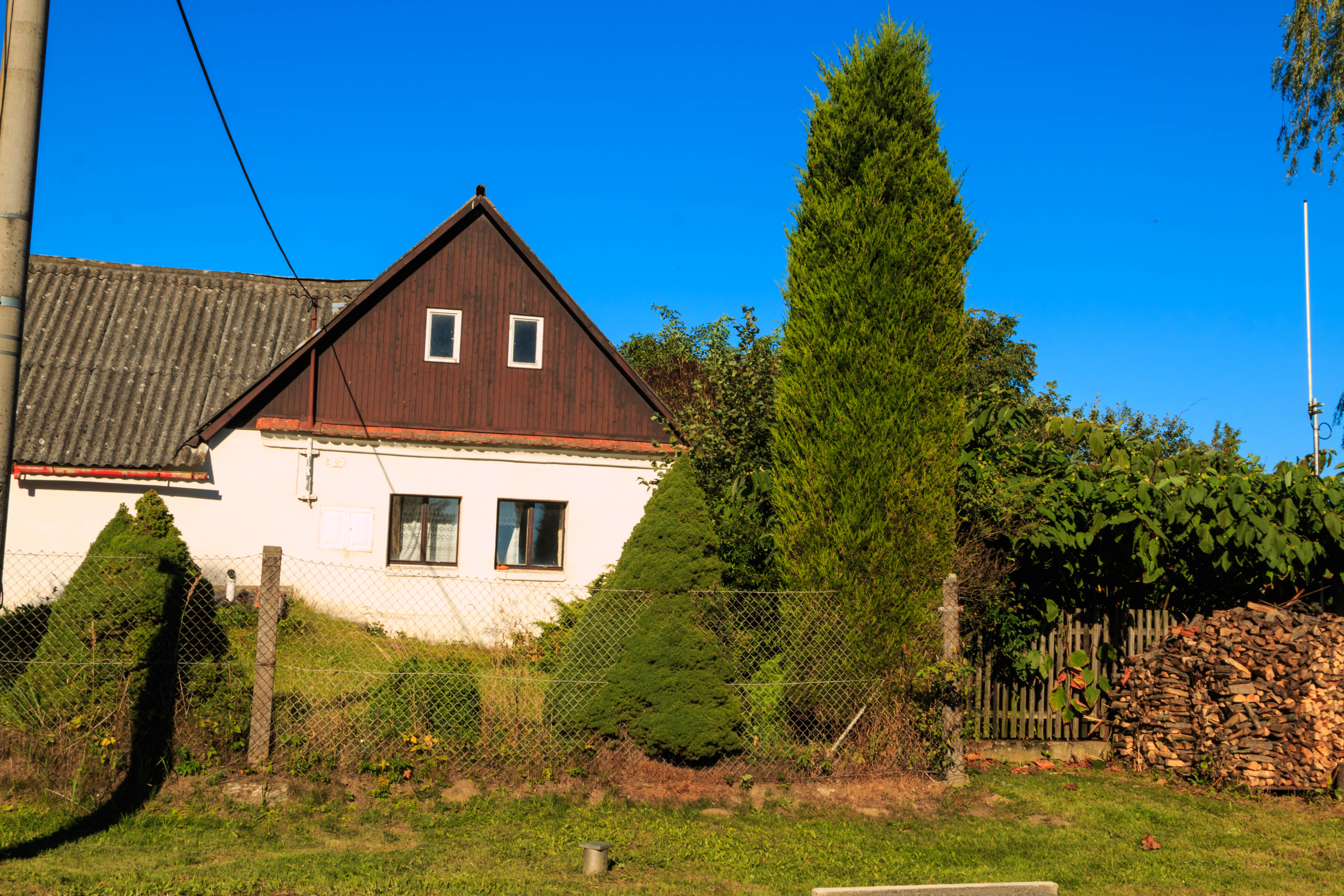
Vrbka u Kozlova – čp. 12
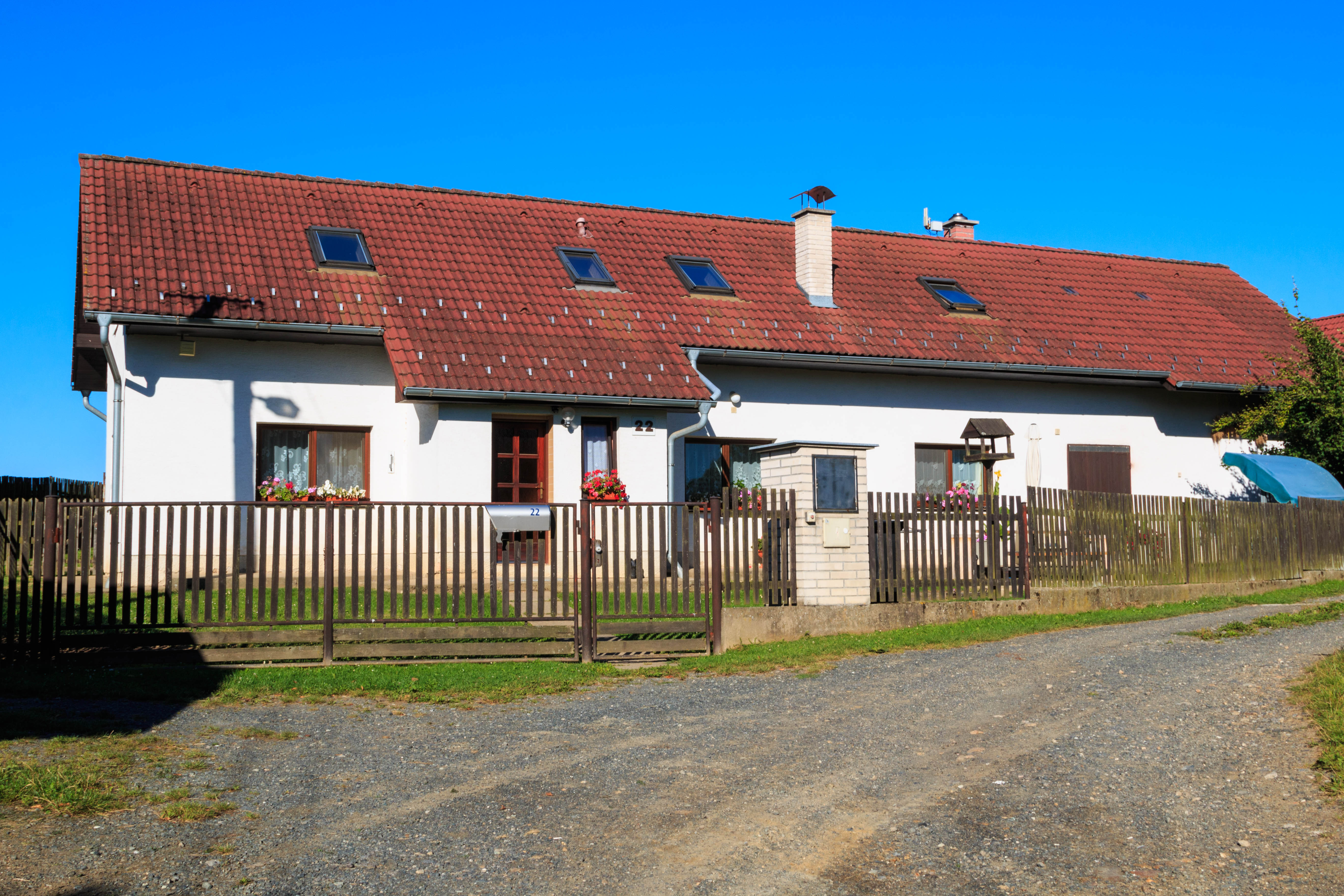
Vrbka u Kozlova – čp. 22
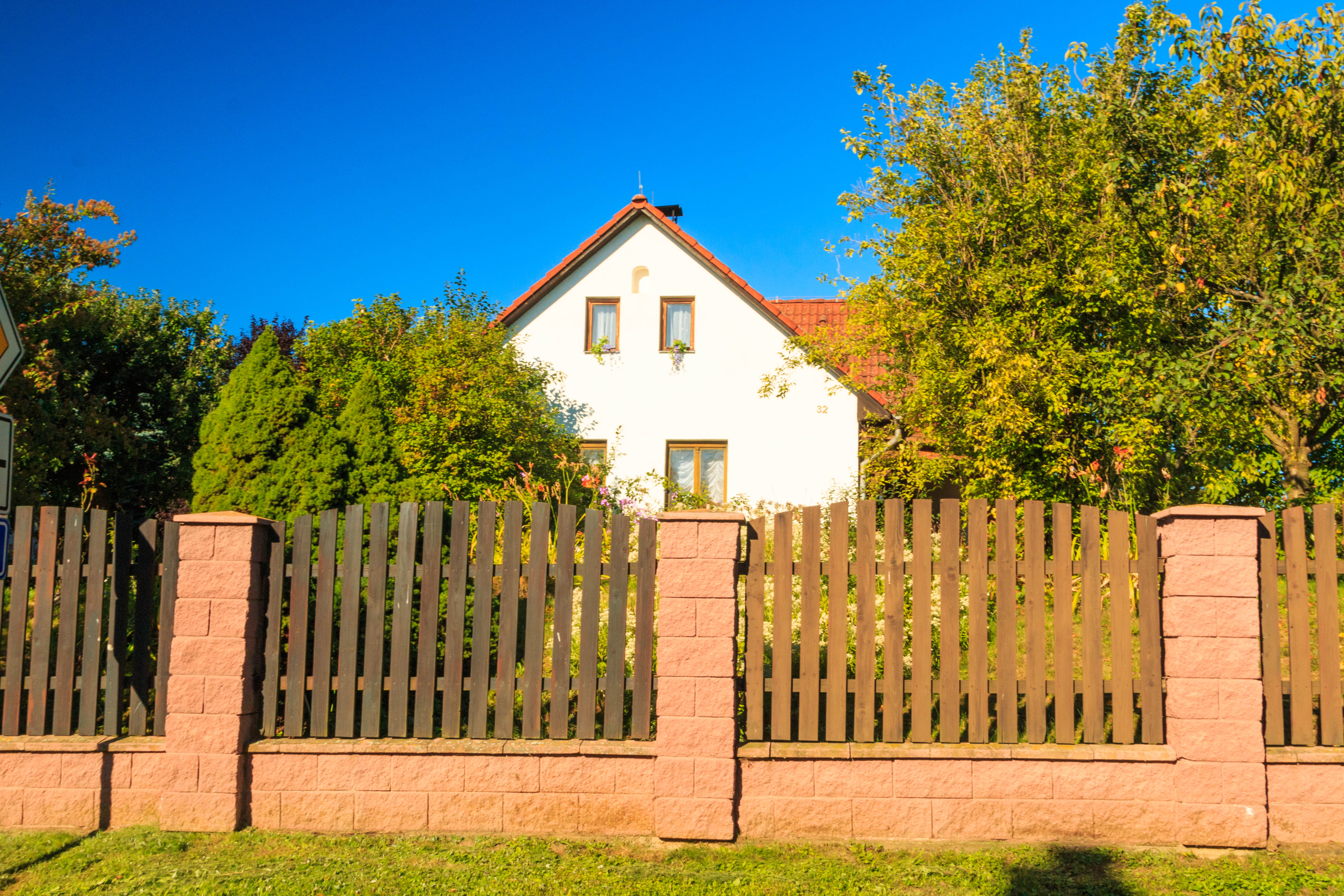
Vrbka u Kozlova – čp. 32
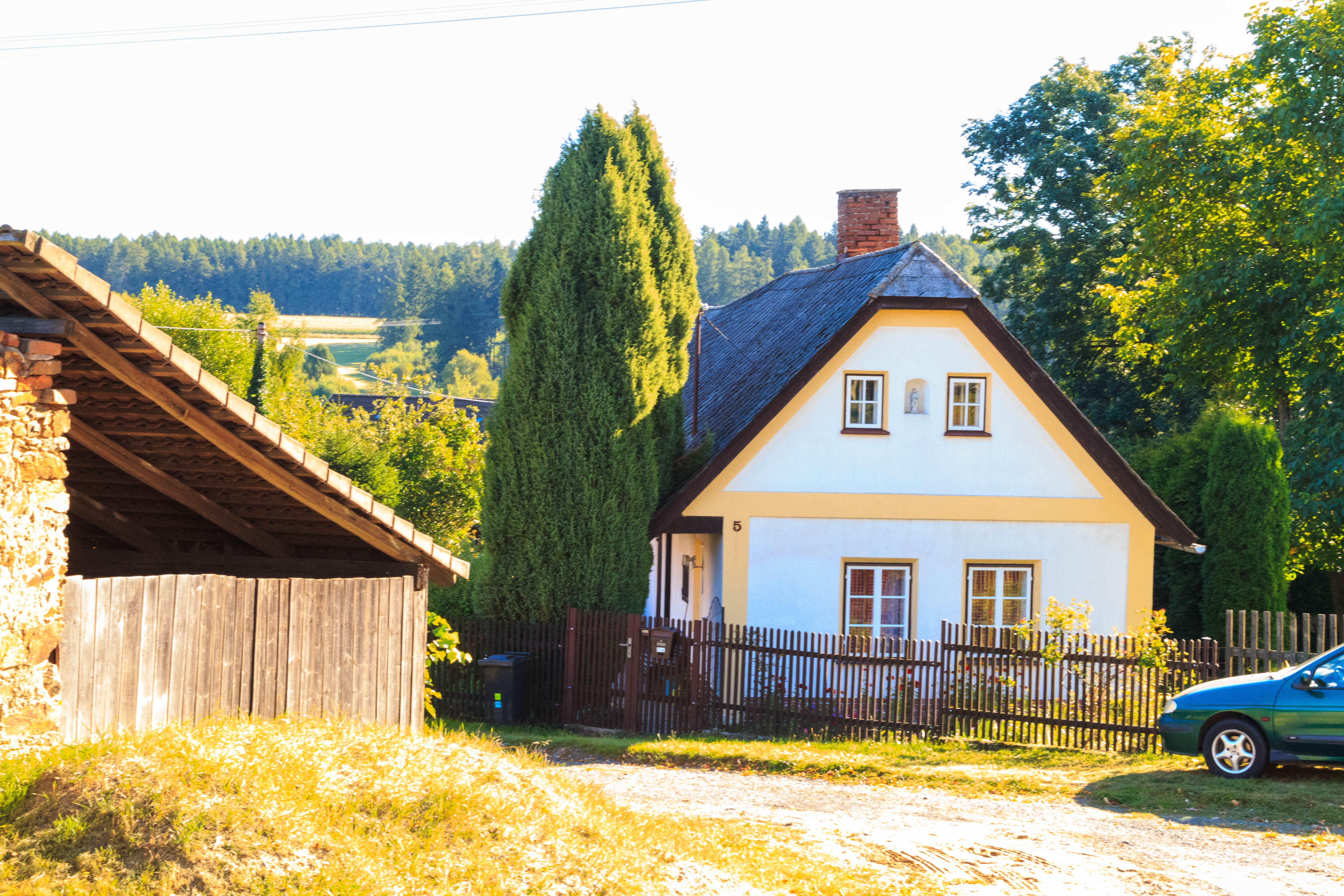
Vrbka u Kozlova – čp. 5